# Національне шосе 6 (Фінляндія)
Національне шосе 6 (фін. Valtatie 6, швед. Riksväg 6) — автомобільна дорога в Фінляндії веде від Форсбі біля Ловііси до Каяані. Її протяжність 604 кілометри. Разом із державною дорогою 5 це найважливіше сполучення з півночі на південь у східній Фінляндії.

## Маршрут
Державна дорога 6 відгалужується від державної дороги 7 у селі Форсбю (Koskenkylä) біля Ловііси та веде широкою дугою, приблизно паралельно фінсько-російському кордону, на північ через Коуволу, Лаппеенранту, Іматру та Йоенсуу до Каяні. Здебільшого має дві смуги. Об'їзні дороги Йоенсуу та Іматра були розроблені як автострада. Ділянка між Іматрою та Луумакі складається з чотирьох смуг.
Національне шосе 6 проходить через такі муніципалітети: Ловііса – Лапіньярві – Коувола – Луумакі – Лаппеенранта – Іматра – Руоколахті – Раут’ярві – Паріккала – Кіте – Тохмаярві – Йоенсуу – Контіолахті – Юука – Нурмес – Валтімо – Соткамо – Каяні.

## Дивись також
- Автошляхи в Фінляндії